# 1948 Kampala
1948 Kampala è un asteroide della fascia principale. Scoperto nel 1935, presenta un'orbita caratterizzata da un semiasse maggiore pari a 2,5343636 UA e da un'eccentricità di 0,1688179, inclinata di 5,82779° rispetto all'eclittica.
L'asteroide è dedicato all'omonima città, capitale dell'Uganda.